# A Superman: A rajzfilmsorozat epizódjainak listája
Ez a lista a Superman: A rajzfilmsorozat című sorozat epizódjainak felsorolását tartalmazza.

## Első évad (1996–1997)
| #  | Magyar cím                    | Angol cím                       | Gonosztevők                      | Író                             | Eredeti bemutató     |
| -- | ----------------------------- | ------------------------------- | -------------------------------- | ------------------------------- | -------------------- |
| 1  | A Krypton utolsó fia, 1. rész | The Last Son of Krypton, Part 1 | Brainiac                         | Alan Burnett & Paul Dini        | 1996. szeptember 6.  |
| 2  | A Krypton utolsó fia, 2. rész | The Last Son of Krypton, Part 2 | –                                | Alan Burnett & Paul Dini        | 1996. szeptember 6.  |
| 3  | A Krypton utolsó fia, 3. rész | The Last Son of Krypton, Part 3 | Lex Luthor & John Corben         | Alan Burnett & Paul Dini        | 1996. szeptember 6.  |
| 4  | Kisded játékok                | Fun and Games                   | Játékmester & Bruno Mannheim     | Robert N. Skir & Marty Isenberg | 1996. szeptember 7.  |
| 5  | Egy darabka otthon            | A Little Piece of Home          | Lex Luthor                       | Hilary J. Bader                 | 1996. szeptember 14. |
| 6  | Etetés                        | Feeding Time                    | Parazita                         | Robert Goodman                  | 1996. szeptember 21. |
| 7  | Az acél-ember                 | The Way of All Flesh            | Lex Luthor & Metallo             | Stan Berkowitz                  | 1996. október 19.    |
| 8  | Lopott emlékek                | Stolen Memories                 | Lex Luthor & Brainiac            | Rich Fogel                      | 1996. november 2.    |
| 9  | A főmanus, 1. rész            | The Main Man, Part 1            | Gyűjtő                           | Paul Dini                       | 1996. november 9.    |
| 10 | A főmanus, 2. rész            | The Main Man, Part 2            | Gyűjtő                           | Paul Dini                       | 1996. november 16.   |
| 11 | Csajok                        | My Girl                         | Lex Luthor                       | Hilary J. Bader                 | 1996. november 23.   |
| 12 | Ártalmas áru                  | Tools of the Trade              | Bruno Mannheim, Kanto & Sötétség | Mark Evanier                    | 1997. február 1.     |
| 13 | Egy testben két lélek         | Two's a Crowd                   | Earl Garver & Parazita           | Stan Berkowitz                  | 1997. február 15.    |

## Második évad (1997–1998)
| #  | Magyar cím                    | Angol cím                    | Gonosztevők                                            | Író                                               | Eredeti bemutató     |
| -- | ----------------------------- | ---------------------------- | ------------------------------------------------------ | ------------------------------------------------- | -------------------- |
| 1  | A múlt szele, 1. rész         | Blasts From the Past, Part 1 | Jax-Ur & Mala                                          | Robert Goodman                                    | 1997. szeptember 8.  |
| 2  | A múlt szele, 2. rész         | Blasts From the Past, Part 2 | Jax-Ur & Mala                                          | Robert Goodman                                    | 1997. szeptember 9.  |
| 3  | Idegen Prométheusz            | The Prometheon               | Prométheusz                                            | Stan Berkowitz & Alan Burnett                     | 1997. szeptember 12. |
| 4  | Viharos gyorsaság             | Speed Demons                 | Időmágus                                               | Rich Fogel                                        | 1997. szeptember 13. |
| 5  | Elektrosokk                   | Livewire                     | Elektrosokk                                            | Evan Dorkin & Sarah Dyer                          | 1997. szeptember 13. |
| 6  | Tudathasadás                  | Identity Crisis              | Bizarro                                                | Robert Goodman & Joe R. Lansdale                  | 1997. szeptember 15. |
| 7  | Célpont                       | Target                       | Edward Lytener                                         | Hilary J. Bader                                   | 1997. szeptember 19. |
| 8  | Koboldok és egyéb állatfajták | Mxyzpixilated                | Mister Mxyzptlk                                        | Paul Dini                                         | 1997. szeptember 20. |
| 9  | Akció hősök                   | Action Figures               | Metallo                                                | Hilary J. Bader                                   | 1997. szeptember 20. |
| 10 | Dupla vagy semmi              | Double Dose                  | Parazita & Elektrosokk                                 | Hilary J. Bader                                   | 1997. szeptember 22. |
| 11 | Napenergia                    | Solar Power                  | Luminus                                                | Robert Goodman                                    | 1997. szeptember 26. |
| 12 | Szép új Metropolis            | Brave New Metropolis         | Lex Luthor                                             | Stan Berkowitz & Alan Burnett                     | 1997. szeptember 27. |
| 13 | Majom-bajok                   | Monkey Fun                   | Titano                                                 | Evan Dorkin & Sarah Dyer                          | 1997. szeptember 27. |
| 14 | A technika ördöge             | Ghost in the Machine         | Lex Luthor & Brainiac                                  | Rich Fogel                                        | 1997. szeptember 29. |
| 15 | Apák napja                    | Father's Day                 | Kalibak, Desaad & Sötétség                             | Mark Evanier & Steve Gerber                       | 1997. október 3.     |
| 16 | Jó fiúk, rossz fiúk, 1. rész  | World's Finest, Part 1       | Joker, Harley Quinn, Lex Luthor & Mercy Graves         | Alan Burnett, Paul Dini & Rich Fogel              | 1997. október 4.     |
| 17 | Jó fiúk, rossz fiúk, 2. rész  | World's Finest, Part 2       | Joker, Harley Quinn, Lex Luthor & Mercy Graves         | Alan Burnett, Paul Dini & Steve Gerber            | 1997. október 4.     |
| 18 | Jó fiúk, rossz fiúk, 3. rész  | World's Finest, Part 3       | Joker, Harley Quinn, Lex Luthor & Mercy Graves         | Alan Burnett, Paul Dini & Stan Berkowitz          | 1997. október 4.     |
| 19 | Bizarro világa                | Bizarro's World              | Bizarro                                                | Robert Goodman                                    | 1997. október 10.    |
| 20 | A sors keze                   | The Hand of Fate             | Karkull                                                | Hilary J. Bader & Stan Berkowitz                  | 1997. október 11.    |
| 21 | A prototípus                  | Prototype                    | Corey Mills                                            | Hilary J. Bader                                   | 1997. október 11.    |
| 22 | A néhai Mr. Kent              | The Late Mr. Kent            | Kurt Bowman                                            | Stan Berkowitz                                    | 1997. november 1.    |
| 23 | Fémemberek                    | Heavy Metal                  | Metallo                                                | Hilary J. Bader                                   | 1997. november 8.    |
| 24 | A harcias királynő            | Warrior Queen                | De'Cine                                                | Hilary J. Bader                                   | 1997. november 22.   |
| 25 | Apokalipszis most, 1. rész    | Apokolips...Now, Part 1      | Sötétség, Steppenwolf & Bruno Mannheim                 | Rich Fogel & Bruce Timm                           | 1998. február 7.     |
| 26 | Apokalipszis most, 2. rész    | Apokolips...Now, Part 2      | Sötétség, Steppenwolf & Bruno Mannheim                 | Rich Fogel & Bruce Timm                           | 1998. február 14.    |
| 27 | Elveszett kislány, 1. rész    | Little Girl Lost, Part 1     | Jóságos Nagyi, Sötétség, Lashina, Stompa & Mad Harriet | Alan Burnett, Paul Dini, Evan Dorkin & Sarah Dyer | 1998. május 2.       |
| 28 | Elveszett kislány, 2. rész    | Little Girl Lost, Part 2     | Jóságos Nagyi, Sötétség, Lashina, Stompa & Mad Harriet | Evan Dorkin, Sarah Dyer & Rich Fogel              | 1998. május 2.       |

## Harmadik évad (1998–2000)
| #  | Magyar cím                   | Angol cím           | Gonosztevők                                                   | Író                            | Eredeti bemutató     |
| -- | ---------------------------- | ------------------- | ------------------------------------------------------------- | ------------------------------ | -------------------- |
| 1  | Nagy a füstje, nagy a lángja | Where There's Smoke | Volcana                                                       | Hilary J. Bader                | 1998. szeptember 19. |
| 2  | Denevér dublőr               | Knight Time         | Brainiac, Rakéta Roxy, Bane, Bolond Kalapos, Rébusz & Pingvin | Robert Goodman                 | 1998. október 10.    |
| 3  | Jövevények                   | New Kids in Town    | Brainiac                                                      | Stan Berkowitz & Rich Fogel    | 1998. október 31.    |
| 4  | Szenvedély                   | Obsession           | Játékmester                                                   | Andrew Donkin & Ron Fogelman   | 1998. november 14.   |
| 5  | A nagyokos kisember          | Little Big Head Man | Mister Mxyzptlk & Bizarro                                     | Paul Dini & Robert Goodman     | 1998. november 21.   |
| 6  | Abszolút hatalom             | Absolute Power      | Jax-Ur & Mala                                                 | Hilary J. Bader & Alan Burnett | 1999. január 16.     |
| 7  | Süssön a nap                 | In Brightest Day... | Sinestro                                                      | Hilary J. Bader                | 1999. február 6.     |
| 8  | Superman haverja             | Superman's Pal      | Metallo & Tina                                                | Robert Goodman                 | 1999. február 20.    |
| 9  | Horgász mese                 | A Fish Story        | Lex Luthor                                                    | Hilary J. Bader & Rich Fogel   | 1999. május 8.       |
| 10 | Az egység                    | Unity               | Az egység                                                     | Paul Dini & Rich Fogel         | 1999. május 15.      |
| 11 | A démon feltámad             | The Demon Reborn    | Ra’s al Ghul, Talia al Ghul & Ubu                             | Rich Fogel                     | 1999. szeptember 18. |
| 12 | Az örökség, 1. rész          | Legacy, Part 1      | Sötétség, Jóságos Nagyi, Kalibak & Lex Luthor                 | Rich Fogel                     | 2000. február 5.     |
| 13 | Az örökség, 2. rész          | Legacy, Part 2      | Sötétség, Jóságos Nagyi, Kalibak & Lex Luthor                 | Paul Dini & Rich Fogel         | 2000. február 12.    |

## Crossoverek
| # | Epizód | Magyar cím       | Angol cím        | Író                                                   | Sorozat                   | Eredeti bemutató   |
| - | ------ | ---------------- | ---------------- | ----------------------------------------------------- | ------------------------- | ------------------ |
| 1 | 20     | Lánybuli         | Girls' Night Out | Hilary J. Bader                                       | The New Batman Adventures | 1998. október 17.  |
| 2 | 50     | A hívás, 1. rész | The Call, Part 1 | Hilary J. Bader, Rich Fogel, Alan Burnett & Paul Dini | Batman of the Future      | 2000. november 11. |
| 3 | 51     | A hívás, 2. rész | The Call, Part 2 | Stan Berkowitz, Alan Burnett & Paul Dini              | Batman of the Future      | 2000. november 18. |
| 4 | 36     | –                | Toys in the Hood | John Ridley, Ernie Altbacker & John Semper            | Static Shock              | 2003. május 3.     |

## Fordítás
Ez a szócikk részben vagy egészben  a   List of Superman: The Animated Series episodes című angol Wikipédia-szócikk fordításán alapul.  Az eredeti cikk szerkesztőit annak laptörténete sorolja fel. Ez a jelzés csupán a megfogalmazás eredetét és a szerzői jogokat jelzi, nem szolgál a cikkben szereplő információk forrásmegjelöléseként.